# ようこそジャパリパークへ 〜こんぷりーとべすと〜
『ようこそジャパリパークへ 〜こんぷりーとべすと〜』とは、けものフレンズの主題歌である『ようこそジャパリパークへ』だけを集めたベストアルバムである。

## 概要
過去のシングルやアルバムに収録された、『ようこそジャパリパークへ』を集めたベストアルバム。本アルバムで初めて収録されたバージョンも存在している。ジャケットイラストは、吉崎観音。

## チャート成績
| チャート | 最高位 |
| -------- | ------ |
| オリコン | 24位   |

## 収録内容
全作詞・作曲: 大石昌良。

### CD
1. ようこそジャパリパークへ [3:25]
  - 歌：どうぶつビスケッツ[メンバー 1]×PPP[メンバー 2]

2017年2月8日発売シングルに収録[4]。シングルバージョンはアルバム初収録となった。
2. ようこそジャパリパークへ（TV size ver.） [1:33]
  - 歌：どうぶつビスケッツ×PPP

TVサイズに縮めたバージョン。配信限定で販売されていた[5]。CD初収録。
3. ようこそジャパリパークへ（PPP ver.） [3:25]
  - 歌：PPP

『ようこそジャパリパークへ』初回限定盤カップリング[6]。
4. ようこそジャパリパークへ（サーバル ver.） [3:25]
  - 歌：サーバル（尾崎由香）

『フレ!フレ!ベストフレンズ』初回限定盤Bに収録[7]。
5. ようこそジャパリパークへ（アラフェネ ver.） [3:25]
  - 歌：アライグマ（小野早稀）とフェネック（本宮佳奈）

同じく『フレ!フレ!ベストフレンズ』初回限定盤Bに収録[7]。
6. ようこそジャパリパークへ（プリンセス ver.） [3:25]
  - 歌：ロイヤルペンギン（佐々木未来）
7. ようこそジャパリパークへ（コウテイ ver.） [3:25]
  - 歌：コウテイペンギン（根本流風）
8. ようこそジャパリパークへ（ジェーン ver.） [3:25]
  - 歌：ジェンツーペンギン（田村響華）
9. ようこそジャパリパークへ（イワビー ver.） [3:25]
  - 歌：イワトビペンギン（相羽あいな）
10. ようこそジャパリパークへ（フルル ver.） [3:25]
  - 歌：フンボルトペンギン（築田行子）

上記5つは全てアルバム『ペパプ・イン・ザ・スカイ!』初回限定盤特典に収録[8]。
11. ようこそジャパリパークへ（Xmas ver.） [1:14]
  - 歌：どうぶつビスケッツ

アルバム『さふぁりどらいぶ♪』収録[9]。唯一歌詞未記載。
12. ようこそジャパリパークへ（PPP with マーゲイ） [3:25]
  - 歌：PPP with マーゲイ（山下まみ）

アルバム『ペパプ・イン・ザ・スカイ!』収録[10]。
13. ようこそジャパリパークへ（with かばん） [3:25]
  - 歌：どうぶつビスケッツ＋かばん（内田彩）×PPP

アルバム『Japari Cafe』収録[11]。
14. ようこそジャパリパークへ 〜もりのおんがくかい〜 [3:51]
  - 演奏：けものフレンズ×東京フィルハーモニー交響楽団　音源協力：もりのおんがくかい実行委員

CD『けものフレンズ×東京フィルハーモニー交響楽団「もりのおんがくかい」』に収録[12]。
15. ようこそジャパリパークへ 〜orgel ver.〜 [1:47]
  - 編曲：立山秋航

「TVアニメ『けものフレンズ』オリジナルサウンドトラック」に収録[13]。
16. ようこそジャパリパークへ -off vocal ver.- [3:25]
『ようこそジャパリパークへ』カップリング[4]。
17. ようこそジャパリパークへ（ただいま ver.） [3:26]
  - 歌：うぃあーふれんず！[メンバー 3]

アニメ『けものフレンズ2』12話エンディングテーマ。初音源化。
18. ようこそジャパリパークへ（おーいしおにいさん仮歌 ver.）（BONUS TRACK） [3:22]
  - 歌：おーいしおにいさん

オーイシマサヨシ名義で発表した、仮歌バージョン。アルバム『仮歌』収録[14]。

### DVD
1. ようこそジャパリパークへ -TVアニメ「けものフレンズ」アニメOP映像- [1:32]
アニメ「けものフレンズ」のオープニング映像。
2. ようこそジャパリパークへ -TVサイズショートPV- [1:34]
  - Video Editor：トミサカ

2017年2月8日にYouTube『けものフレンズプロジェクト』公式チャンネルで公開された映像[15]。
3. ようこそジャパリパークへ -カラオケDAMオリジナル映像- [3:22]
  - 映像協力：第一興商

2017年6月4日から配信されているカラオケDAMの「ようこそジャパリパークへ」の映像[16]。
4. ようこそジャパリパークへ -Xmas ver.PV- [1:29]
2017年12月25日にtwitter「けものフレンズ@公式アカウント」で公開された映像[17]。
5. ようこそジャパリパークへ -どうぶつビスケッツ×PPPとフレンズキッズダンサーズ- [3:25]
  - 歌：どうぶつビスケッツ×PPP（ゲスト：フレンズキッズダンサーズ）

2017年8月14日から再放送時のアニメ「けものフレンズ」の実写オープニングの映像[18]のフルバージョン。
6. ようこそジャパリパークへ -舞台「けものフレンズ」- [3:24]
  - 映像協力：ネルケプランニング

2017年6月14日～6月18日に上演された、舞台「けものフレンズ」の映像。舞台「けものフレンズ」のキャストが歌唱している。
7. ようこそジャパリパークへ -「ビクターロック祭り2017」2017.3.18 @幕張メッセ- [3:34]
「ビクターロック祭り2017」のオープニングアクト2曲目でようこそジャパリパークへを歌唱した際[19]の映像。
8. ようこそジャパリパークへ -「ブシロード10周年ライブ」2017.4.30 @横浜アリーナ- [3:23]
  - 映像協力：ブシロードミュージック

「ミルキィホームズ＆ブシロード10周年＆スクフェス4周年記念ライブ in横浜アリーナ」内の第1部「ブシロード10周年ライブ」にて、歌唱した際[20]の映像。
9. ようこそジャパリパークへ -「けものフレンズ LIVE」2017.9.16 @豊洲PIT- [4:57]
「けものフレンズ LIVE」東京公演にて、アニメキャスト・舞台キャスト併せて16人で歌唱した際[21]の映像。
10. ようこそジャパリパークへ -「ニコニコ超パーティー2017」2017.11.3 @さいたまスーパーアリーナ- [3:30]
  - 映像協力：niconico

ニコニコ超パーティ2017第1部「LOVE」で歌唱した際[22]の映像。バックのスクリーンには、一般から募集されたファンイラストが投影されている[23]。
11. ようこそジャパリパークへ -「ニコニコ超会議（超音楽祭）2018」2018.4.28 @幕張メッセ- [3:55]
  - 歌：どうぶつビスケッツ×PPP（ゲスト：おーいしおにいさん）[24]　映像協力：niconico
12. ようこそジャパリパークへ -初リリースイベント 2017.2.25 ＠お台場-（BONUS MOVIE） [3:28]
映像のみ収録され、音声はCD音源に差し替えられている[2]。ジェンツーペンギン役・田村響華は欠席しており、7人編成で歌唱している[25]。

### ユニットメンバー
1. ↑  サーバル（尾崎由香）、フェネック（本宮佳奈）、アライグマ（小野早稀）
2. ↑  ロイヤルペンギン（佐々木未来）、コウテイペンギン（根本流風）、ジェンツーペンギン（田村響華）、イワトビペンギン（相羽あいな）、フンボルトペンギン（築田行子）
3. ↑  サーバル（尾崎由香）、キュルル（石川由依）、カラカル（小池理子）、かばん（内田彩）、オオセンザンコウ（小野早稀）、オオアルマジロ（本宮佳奈）、アライグマ（小野早稀）、フェネック（本宮佳奈）、PPP［イワトビペンギン（相羽あいな）、フンボルトペンギン（築田行子）、ロイヤルペンギン（佐々木未来）、コウテイペンギン（根本流風）、ジェンツーペンギン（田村響華）］、カタカケフウチョウ（八木ましろ）、カンザシフウチョウ（菅まどか）